# Must
MUST é o sétimo álbum de estúdio em coreano da boy band 2PM. O álbum foi lançado em 28 de junho de 2021 e é o primeiro lançamento do grupo desde que todos seus membros terminaram o serviço militar obrigatório.

## Informação
A primeira faixa e lead single, "Make It", é uma canção dance escrita e composta pelo membro Jang Woo-young em parceira com o time de produção HotSauce. As dez faixas do álbum contêm elementos do jazz e do pop, enquanto mantêm o som eletrônico que é a marca registrada do 2PM. "The Cafe", por outro lado, utiliza sons 808 para criar um som típico de R&B. Além de Woo-young, Ok Taec-yeon e Jun. K também participaram do processo de criação do álbum

## Lista de faixas
| N.º            | Título                                                    | Letras                 | Música                             | Duração |  |
| 1.             | "Intro."                                                  | HotSauce               |                                    | 1:00    |  |
| 2.             | "Make It" (해야 해 Haeya hae)                             | Jang Wooyoung HotSauce | Jang Wooyoung HotSauce             | 2:59    |  |
| 3.             | "OK or Not" (괜찮아 안 괜찮아 Gwaenchanha an gwaenchanha) | Jun. K Lee Hae Sol     | Jun. K Lee Hae Sol                 | 3:28    |  |
| 4.             | "On My Way" (보고싶어, 보러갈게 Bogosipeo, Boreogalke)    | Jun. K Lee Hae Sol     | Jun. K Lee Hae Sol                 | 3:01    |  |
| 5.             | "Champagne" (샴페인 Syampein)                             | Ok Taec-yeon Raphael   | Ok Taec-yeon Raphael               | 3:05    |  |
| 6.             | "The Cafe" (집 앞 카페 Jib ap kape)                       | Wooyoung               | Toyo Sean Michael Alexander Sqvare | 3:40    |  |
| 7.             | "Moon & Back"                                             | Emily Yeonseo Kim      | KT Park Jinbyjin Emily Yeonseo Kim | 3:27    |  |
| 8.             | "Two of Us" (둘이 Dul-i)                                  | Kim Won                | Kim Won Yoo Young Ho               | 3:11    |  |
| 9.             | "Hold You" (놓지 않을게 Noji aneulke)                     | Jun. K                 | Jun. K                             | 3:56    |  |
| 10.            | "My House" (versão acústica) (우리 집 Uri jib)            | Jun. K                 | Jun. K LEL                         | 3:20    |  |
| Duração total: | Duração total:                                            | Duração total:         | Duração total:                     | 31:07   |  |

## Recepção crítica
O álbum foi bem recebido pela revista britânica NME. Em sua avaliação, Sofiana Ramli escreveu que se tratava de um comeback elegante e despretensioso de um dos grupos mais amadas do K-Pop. Ela deu 4 de 5 estrelas para o álbum.

## Desempenho nas tabelas musicais

### Tabelas semanais
| Tabela (2021)        | Melhor posição |
| -------------------- | -------------- |
| Japão (Oricon)       | 4              |
| Coreia do Sul (Gaon) | 3              |

### Tabelas mensais
| Tabela (2021)        | Peak position |
| -------------------- | ------------- |
| Coreia do Sul (Gaon) | 12            |

### Tabelas anuais
| Tabela (2021)        | Peak position |
| -------------------- | ------------- |
| Coreia do Sul (Gaon) | 74            |